# Pommeuse
Pommeuse est une commune française située dans le département de Seine-et-Marne en région Île-de-France.

## Géographie

### Localisation
La commune est située dans la vallée du Grand Morin sur son versant septentrional à 6 km à l'ouest de Coulommiers.

### Communes limitrophes
| Guérard            | Maisoncelles-en-Brie | Giremoutiers |
| La Celle-sur-Morin | Pommeuse             | Mouroux      |
| Faremoutiers       | Saint-Augustin       |              |

### Hydrographie

#### Réseau hydrographique

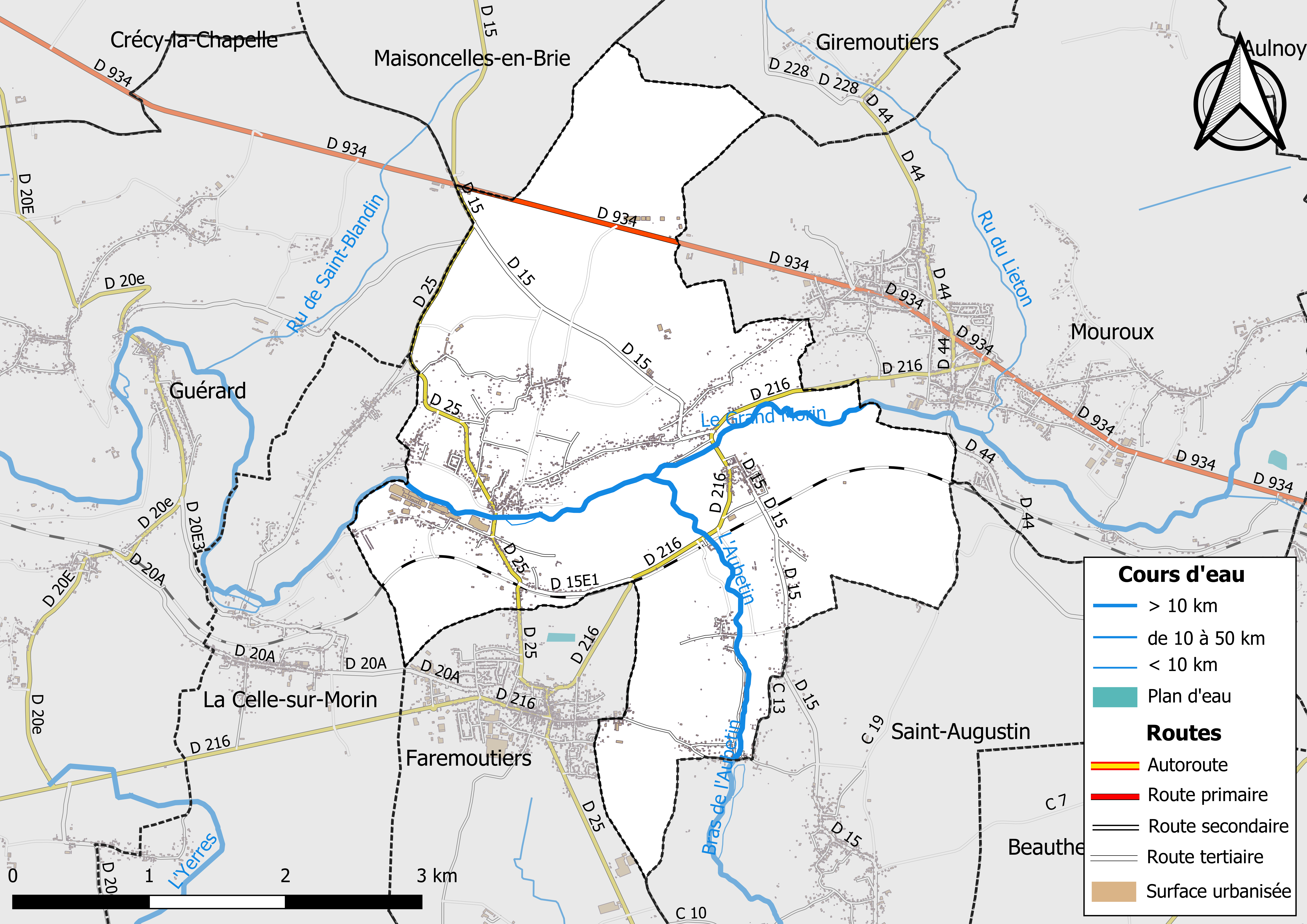
Carte des réseaux hydrographique et routier de Pommeuse.

Le réseau hydrographique de la commune se compose de trois cours d'eau référencés :
- la rivière le Grand Morin, longue de 118,2 km[1], affluent en rive gauche de la Marne, ainsi que :
  - un bras de 0,3 km[2] ;
  - la rivière l’Aubetin, longue de 61,2 km[3], affluent en rive gauche du Grand Morin.

La longueur totale des cours d'eau sur la commune est de 6,93 km.

#### Gestion des cours d'eau
Afin d’atteindre le bon état des eaux imposé par la Directive-cadre sur l'eau du 23 octobre 2000, plusieurs outils de gestion intégrée s’articulent à différentes échelles : le SDAGE, à l’échelle du bassin hydrographique, et le SAGE, à l’échelle locale. Ce dernier fixe les objectifs généraux d’utilisation, de mise en valeur et de protection quantitative et qualitative des ressources en eau superficielle et souterraine. Le département de Seine-et-Marne est couvert par six SAGE, au sein du bassin Seine-Normandie.
La commune fait partie du SAGE « Petit et Grand Morin », approuvé le 21 octobre 2016. Le territoire de ce SAGE comprend les bassins du Petit Morin (630 km2) et du Grand Morin (1 185 km2). Le pilotage et l’animation du SAGE sont assurés par le syndicat mixte d'aménagement et de gestion des Eaux (SMAGE) des 2 Morin, qualifié de « structure porteuse ».

### Climat
Pour des articles plus généraux, voir Climat de l'Île-de-France et Climat de Seine-et-Marne.
En 2010, le climat de la commune est de type climat océanique dégradé des plaines du Centre et du Nord, selon une étude du CNRS s'appuyant sur une série de données couvrant la période 1971-2000. En 2020, Météo-France publie une typologie des climats de la France métropolitaine dans laquelle la commune est exposée à un climat océanique altéré et est dans la région climatique Nord-est du bassin Parisien, caractérisée par un ensoleillement médiocre, une pluviométrie moyenne régulièrement répartie au cours de l’année et un hiver froid (3 °C).
Pour la période 1971-2000, la température annuelle moyenne est de 11 °C, avec une amplitude thermique annuelle de 15 °C. Le cumul annuel moyen de précipitations est de 729 mm, avec 11,7 jours de précipitations en janvier et 7,8 jours en juillet. Pour la période 1991-2020, la température moyenne annuelle observée sur la station météorologique la plus proche, située sur la commune de Mouroux à 2 km à vol d'oiseau, est de 11,3 °C et le cumul annuel moyen de précipitations est de 721,3 mm,. Pour l'avenir, les paramètres climatiques de la commune estimés pour 2050 selon différents scénarios d'émission de gaz à effet de serre sont consultables sur un site dédié publié par Météo-France en novembre 2022.
| Mois                                  | jan.            | fév.           | mars           | avril         | mai           | juin         | jui.          | août          | sep.          | oct.            | nov.            | déc.             | année      |
| ------------------------------------- | --------------- | -------------- | -------------- | ------------- | ------------- | ------------ | ------------- | ------------- | ------------- | --------------- | --------------- | ---------------- | ---------- |
| Température minimale moyenne (°C)     | 1,3             | 1,6            | 3,5            | 5,7           | 9,2           | 12,1         | 13,6          | 13,5          | 10,6          | 8,1             | 4,5             | 2,1              | 7,1        |
| Température moyenne (°C)              | 3,7             | 4,6            | 7,5            | 10,6          | 14,2          | 17,3         | 19,3          | 19,2          | 15,9          | 12              | 7,2             | 4,4              | 11,3       |
| Température maximale moyenne (°C)     | 6               | 7,7            | 11,5           | 15,6          | 19,1          | 22,4         | 25            | 25            | 21,1          | 15,8            | 9,9             | 6,7              | 15,5       |
| Record de froid (°C) date du record   | −14,4 07.01.09  | −11,8 04.02.12 | −10,1 13.03.13 | −3,9 08.04.03 | 0,4 24.05.13  | 3,3 04.06.01 | 6,1 04.07.08  | 4,7 26.08.18  | 2,3 25.09.02  | −3,7 29.10.1997 | −9,4 24.11.1998 | −11,4 31.12.1996 | −14,4 2009 |
| Record de chaleur (°C) date du record | 15,5 05.01.1999 | 18,8 24.02.21  | 24,8 31.03.21  | 28,5 20.04.18 | 31,2 28.05.17 | 36 27.06.11  | 41,1 25.07.19 | 38,9 12.08.03 | 34,8 09.09.23 | 27,8 01.10.11   | 22,1 07.11.15   | 16,4 07.12.00    | 41,1 2019  |
| Précipitations (mm)                   | 57,9            | 55,9           | 52,6           | 44,6          | 62,4          | 61,2         | 61,9          | 63,3          | 50,6          | 65,8            | 65,3            | 79,8             | 721,3      |

### Milieux naturels et biodiversité
L’inventaire des zones naturelles d'intérêt écologique, faunistique et floristique (ZNIEFF) a pour objectif de réaliser une couverture des zones les plus intéressantes sur le plan écologique, essentiellement dans la perspective d’améliorer la connaissance du patrimoine naturel national et de fournir aux différents décideurs un outil d’aide à la prise en compte de l’environnement dans l’aménagement du territoire.
Le territoire communal de Pommeuse comprend une ZNIEFF de type 1,,, 
les « Bocage de Saint-Augustin » (132,18 ha), couvrant 2 communes du département.
, et une ZNIEFF de type 2,, 
la « Basse vallée de l'Aubetin » (2 376,41 ha), couvrant 8 communes du département.

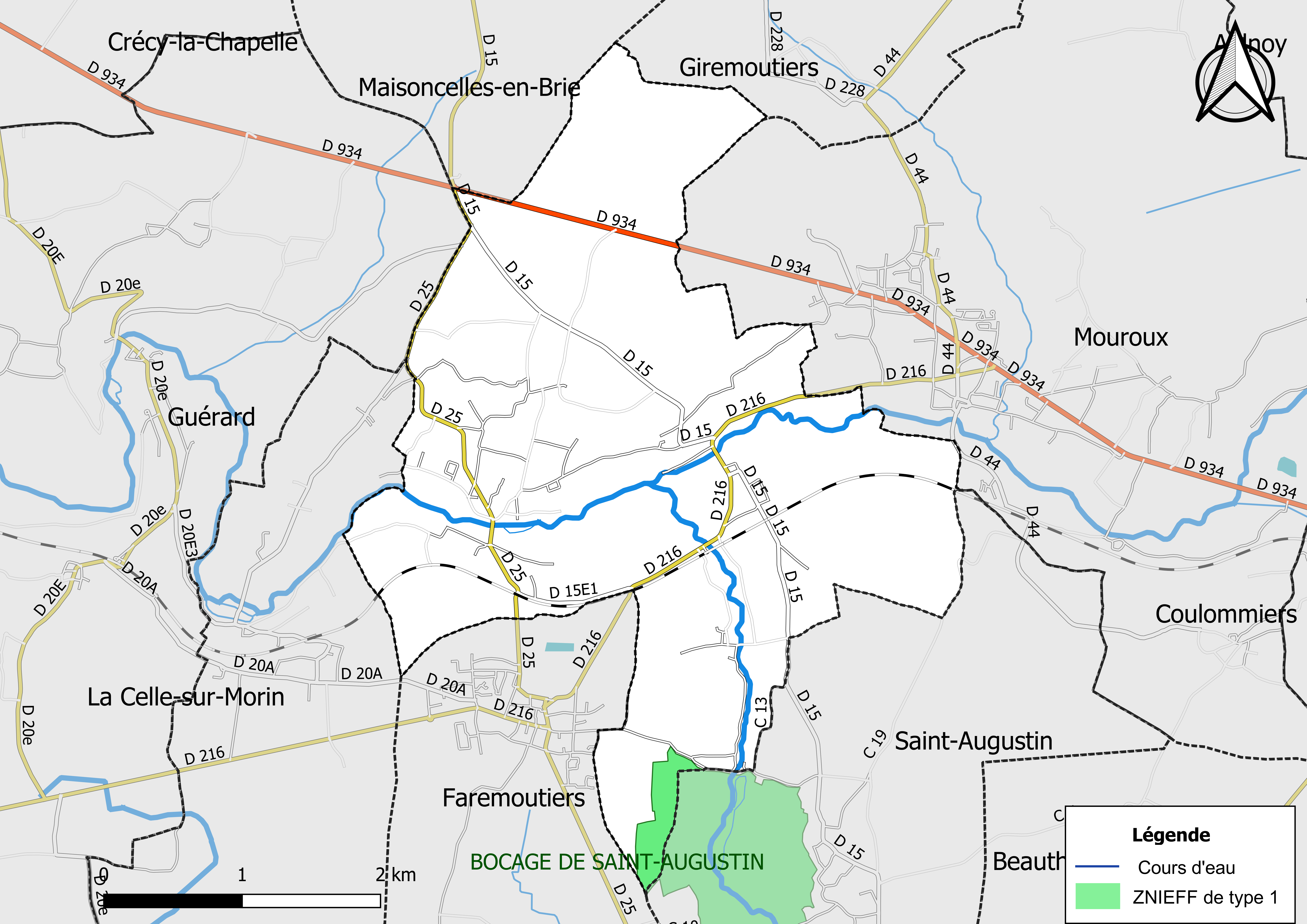
Carte des ZNIEFF de type 1 de la commune.
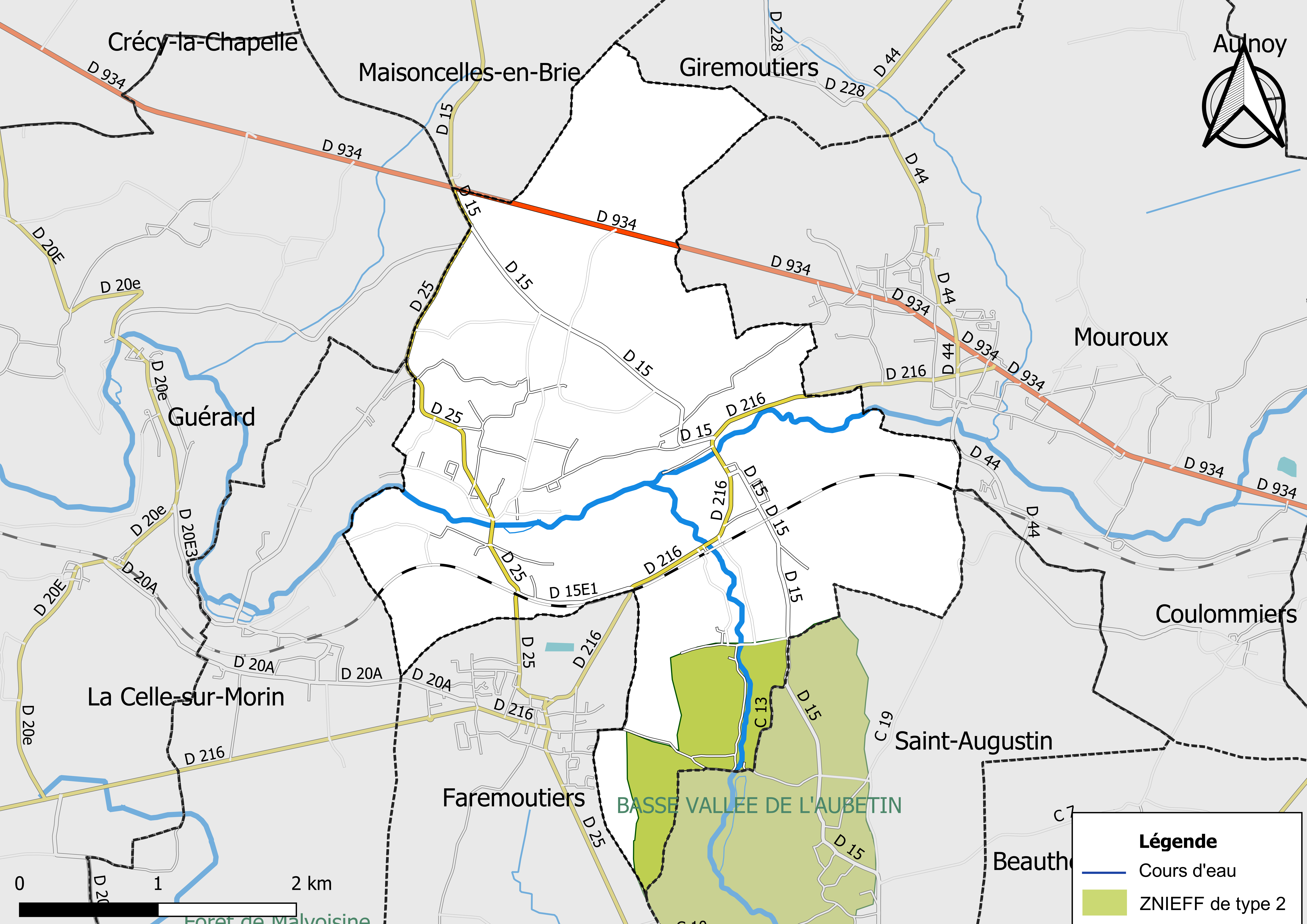
Carte des ZNIEFF de type 2 de la commune.

## Urbanisme

### Typologie
Au 1er janvier 2024, Pommeuse est catégorisée ceinture urbaine, selon la nouvelle grille communale de densité à sept niveaux définie par l'Insee en 2022.
Elle appartient à l'unité urbaine de Coulommiers, une agglomération intra-départementale regroupant six  communes, dont elle est une commune de la banlieue,,. Par ailleurs la commune fait partie de l'aire d'attraction de Paris, dont elle est une commune de la couronne,. Cette aire regroupe 1 929 communes,.

### Lieux-dits et écarts
La commune compte 169 lieux-dits administratifs répertoriés consultables ici (source : le fichier Fantoir).

### Occupation des sols
L'occupation des sols de la commune, telle qu'elle ressort de la base de données européenne d’occupation biophysique des sols Corine Land Cover (CLC), est marquée par l'importance des territoires agricoles (62,6 % en 2018), en diminution par rapport à 1990 (63,9 %). La répartition détaillée en 2018 est la suivante : 
terres arables (35,2% ), zones agricoles hétérogènes (17% ), forêts (16,5% ), zones industrielles ou commerciales et réseaux de communication (13% ), prairies (10,5% ), zones urbanisées (7,9 %).
Parallèlement, L'Institut Paris Région, agence d'urbanisme de la région Île-de-France, a mis en place un inventaire numérique de l'occupation du sol de l'Île-de-France, dénommé le MOS (Mode d'occupation du sol), actualisé régulièrement depuis sa première édition en 1982. Réalisé à partir de photos aériennes, le Mos distingue les espaces naturels, agricoles et forestiers mais aussi les espaces urbains (habitat, infrastructures, équipements, activités économiques, etc.) selon une classification pouvant aller jusqu'à 81 postes, différente de celle de Corine Land Cover,,. L'Institut met également à disposition des outils permettant de visualiser par photo aérienne l'évolution de l'occupation des sols de la commune entre 1949 et 2018.

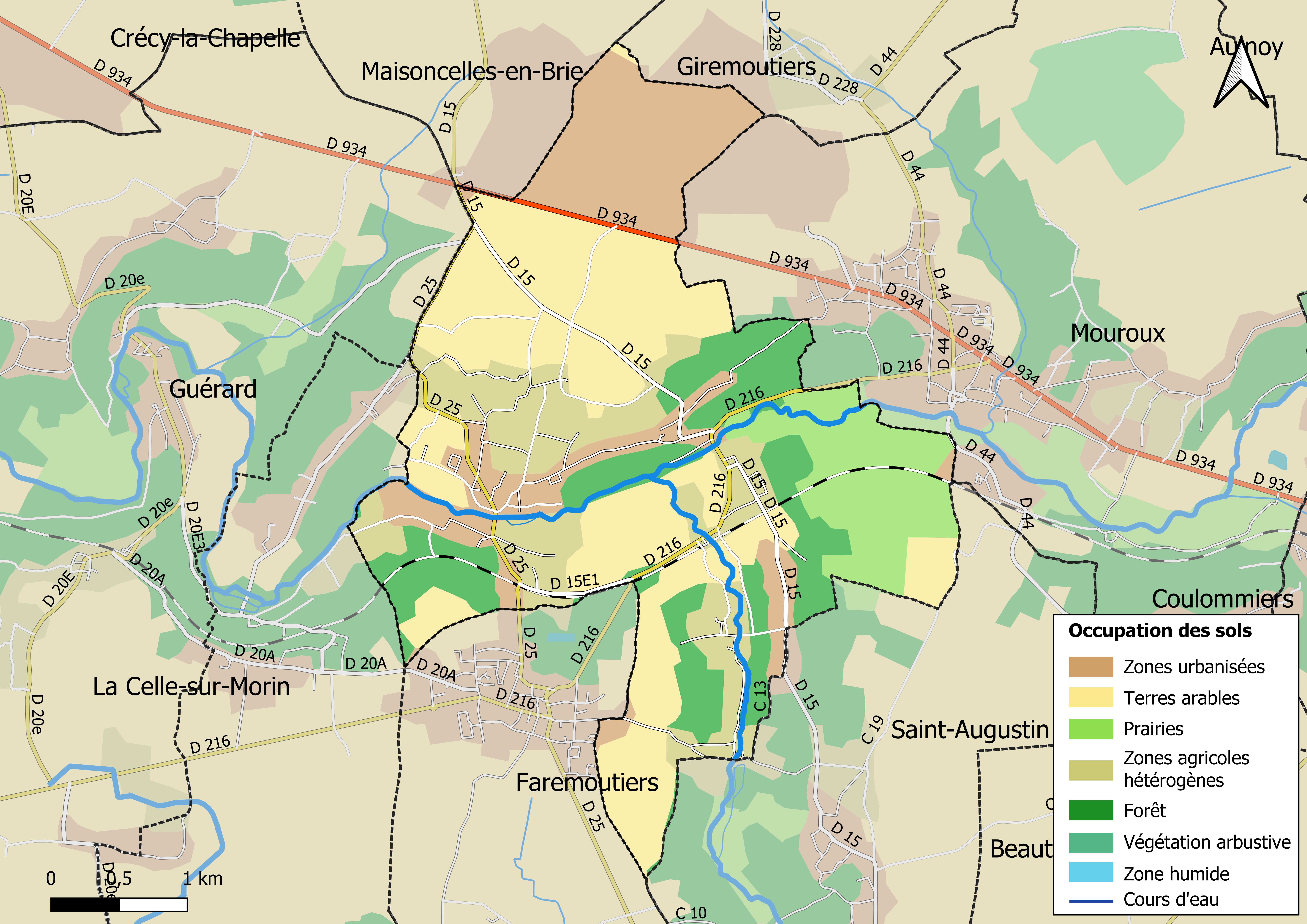
Carte des infrastructures et de l'occupation des sols en 2018 (CLC) de la commune.
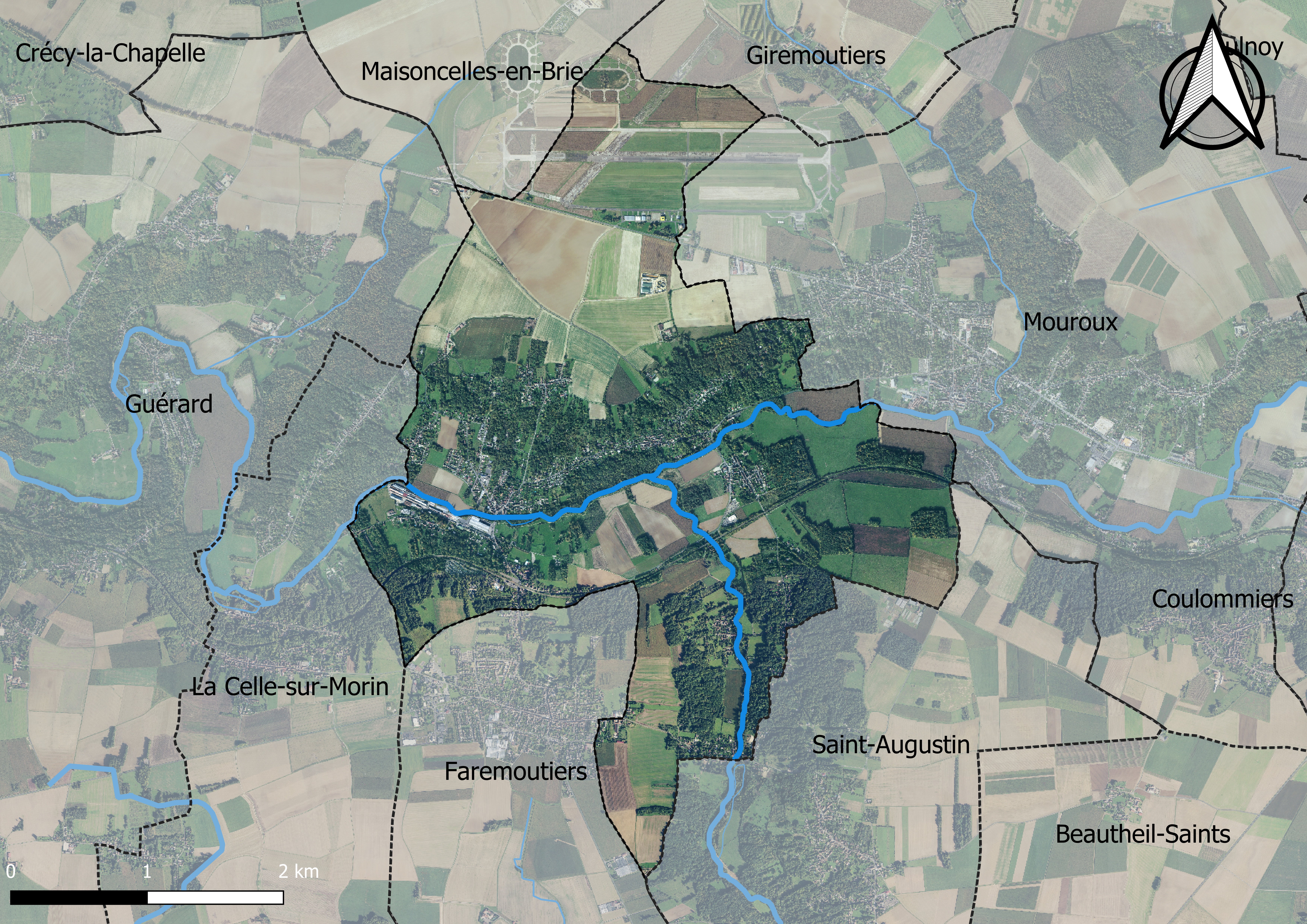
Carte orhophotogrammétrique de la commune.

### Planification
La loi SRU du 13 décembre 2000 a incité les communes à se regrouper au sein d’un établissement public, pour déterminer les partis d’aménagement de l’espace au sein d’un SCoT, un document d’orientation stratégique des politiques publiques à une grande échelle et à un horizon de 20 ans et s'imposant aux documents d'urbanisme locaux, les PLU (Plan local d'urbanisme). La commune est dans le territoire du SCOT du Bassin de vie de Coulommiers, approuvé le 11 juillet 2013 et porté par le syndicat intercommunal d’étude et de programmation (SIEP) de Coulommiers.
La commune, en 2019, avait engagé l'élaboration d'un plan local d'urbanisme.

### Logement
En 2016, le nombre total de logements dans la commune était de 1 274 dont 88,7 % de maisons et 8,6 % d’appartements.
Parmi ces logements, 86,4 % étaient des résidences principales, 4,8 % des résidences secondaires et 8,8 % des logements vacants.
La part des ménages fiscaux propriétaires de leur résidence principale s’élevait à 83 % contre 15,4 % de locataires, dont 5 % de logements HLM loués vides (logements sociaux) et 1,5 % logés gratuitement.

### Voies de communication et transports
La commune est desservie par la gare ferroviaire de Faremoutiers-Pommeuse sur la branche sud de la ligne du Transilien P qui relie Pommeuse à Paris en 56 minutes, ainsi que la ville de Coulommiers.

## Toponymie
La commune s'est auparavant nommée Eboriac ou Evoriacum et était au croisement de deux voies gallo-romaines.
Attestée sous la forme latine Pons Mucre au XIIe siècle. Mucre est une ancienne forme du Grand Morin, qui baigne la commune.
Pommeuse signifierait « pont sur le Morin » (du latin pons, pont et de mucrae, le Morin).

## Histoire
Point de convergence de voies routières à l’époque gallo-romaine, le village devient une paroisse au XIIe siècle avec la construction de l’église, le fief étant créé en 1144.
Il y eut quatre châteaux successifs. Le premier date du XIe siècle et permettait au seigneur de percevoir un impôt sur les personnes voulant traverser le Morin. Ce château se situait sur une motte surplombant les terres féodales.
Le deuxième château était entouré d'une douve alimentée par le Morin, et fut très abimé pendant la guerre de Cent Ans.
Le troisième château construit vers 1480 était basée sur un modèle type de la Renaissance.  Il fut détruit à la Révolution et ses occupants (la famille de Langlois) guillotinés.
Le quatrième château encore habité aujourd'hui, fut édifié entre 1825 et 1830. Il est d'ailleurs toujours occupé par la famille de Langlois.

### Première Guerre mondiale
Durant la Première Guerre mondiale, Pommeuse fut occupée, début septembre 1914, par les troupes allemandes. Celles-ci contraignirent les habitants à édifier une barricade destinée à barrer le passage du Morin aux troupes anglaises,.

## Politique et administration

### Rattachements administratifs et électoraux
La commune se trouve depuis 1926 dans l'arrondissement de Meaux du département de Seine-et-Marne. Pour l'élection des députés, elle fait partie depuis 1988 de la cinquième circonscription de Seine-et-Marne.
Elle faisait partie depuis 1793 du canton de Coulommiers. Dans le cadre du redécoupage cantonal de 2014 en France, la commune intègre le canton de Fontenay-Trésigny.

### Intercommunalité
La commune était membre fondatrice de la petite communauté de communes de la Brie des moulins créée en 1997.
Dans le cadre des dispositions de la loi portant nouvelle organisation territoriale de la République (Loi NOTRe) du 7 août 2015, qui prévoit que les établissements publics de coopération intercommunale (EPCI) à fiscalité propre doivent avoir un minimum de 15 000 habitants (et 5 000 habitants en zone de montagnes), cette intercommunalité fusionne le 1er janvier 2017 au sein de la communauté de communes du Pays de Coulommiers.
Toutefois, celle-ci souhaitant elle-même  sa fusion avec la communauté de communes du Pays fertois afin d'augmenter les ressources de cette la nouvelle structure, qui prendrait le statut de communauté d'agglomération et bénéficierait à ce titre de dotations plus élevées de l'État, tout en ayant une possibilité de négociation plus équilibrée avec Val d'Europe Agglomération et la communauté d'agglomération du pays de Meaux,.
Cette fusion intervient le 1er janvier 2018 et la commune est désormais membre de la communauté d'agglomération Coulommiers Pays de Brie.

### Liste des maires
| Période   | Période                       | Identité             | Étiquette | Qualité     |
| --------- | ----------------------------- | -------------------- | --------- | ----------- |
| mars 1971 | mars 1983                     | Gabriel Saillant     |           |             |
| mars 1983 | mars 1989                     | André Perruchet      |           |             |
| mars 1989 | 1990                          | Paul Gaignot         |           |             |
| 1990      | juin 1995                     | Renée Seignot        |           |             |
| juin 1995 | mars 2001                     | Jacques Durand       | RPR       |             |
| mars 2001 | mars 2014                     | Jacques Alonso       | SE        | Enseignant  |
| mars 2014 | mai 2020                      | Joël Duceillier      | DVD       | Retraité    |
| mai 2020  | En cours (au 19 janvier 2021) | Christophe De Clerck | SE        | Agriculteur |

## Équipements et services

### Eau et assainissement
L’organisation de la distribution de l’eau potable, de la collecte et du traitement des eaux usées et pluviales relève des communes. La loi NOTRe de 2015 a accru le rôle des EPCI à fiscalité propre en leur transférant cette compétence. Ce transfert devait en principe être effectif au 1er janvier 2020, mais la loi Ferrand-Fesneau du 3 août 2018 a introduit la possibilité d’un report de ce transfert au 1er janvier 2026,.

#### Assainissement des eaux usées
En 2020, la gestion du service d'assainissement collectif de la commune de Pommeuse est assurée par la communauté d'agglomération Coulommiers Pays de Brie (CACPB) pour la collecte, le transport et la dépollution. Ce service est géré en délégation par une entreprise privée, dont le contrat arrive à échéance le 30 septembre 2020,,.
L’assainissement non collectif (ANC) désigne les installations individuelles de traitement des eaux domestiques qui ne sont pas desservies par un réseau public de collecte des eaux usées et qui doivent en conséquence traiter elles-mêmes leurs eaux usées avant de les rejeter dans le milieu naturel. La communauté d'agglomération Coulommiers Pays de Brie (CACPB) assure pour le compte de la commune le service public d'assainissement non collectif (SPANC), qui a pour mission de vérifier la bonne exécution des travaux de réalisation et de réhabilitation, ainsi que le bon fonctionnement et l’entretien des installations. Cette prestation est déléguée à la SAUR,.

#### Eau potable
En 2020, l'alimentation en eau potable est assurée par le syndicat de l'Eau de l'Est seine-et-marnais (S2E77) qui gère le service en régie,,.

## Population et société

### Démographie
Les habitants sont appelés les Pommeusiens.
L'évolution du nombre d'habitants est connue à travers les recensements de la population effectués dans la commune depuis 1793. Pour les communes de moins de 10 000 habitants, une enquête de recensement portant sur toute la population est réalisée tous les cinq ans, les populations de référence des années intermédiaires étant quant à elles estimées par interpolation ou extrapolation. Pour la commune, le premier recensement exhaustif entrant dans le cadre du nouveau dispositif a été réalisé en 2006.

En 2022, la commune comptait 3 039 habitants, en évolution de +4,29 % par rapport à 2016 (Seine-et-Marne : +3,92 %, France hors Mayotte : +2,11 %).
| 1793  | 1800  | 1806  | 1821  | 1831  | 1836  | 1841  | 1846  | 1851  |
| ----- | ----- | ----- | ----- | ----- | ----- | ----- | ----- | ----- |
| 1 095 | 1 298 | 1 309 | 1 305 | 1 318 | 1 303 | 1 200 | 1 207 | 1 234 |

| 1856  | 1861  | 1866  | 1872  | 1876  | 1881  | 1886 | 1891 | 1896  |
| ----- | ----- | ----- | ----- | ----- | ----- | ---- | ---- | ----- |
| 1 170 | 1 252 | 1 123 | 1 005 | 1 030 | 1 006 | 986  | 972  | 1 000 |

| 1901  | 1906 | 1911  | 1921  | 1926  | 1931  | 1936  | 1946  | 1954  |
| ----- | ---- | ----- | ----- | ----- | ----- | ----- | ----- | ----- |
| 1 077 | 985  | 1 008 | 1 110 | 1 112 | 1 255 | 1 195 | 1 145 | 1 178 |

| 1962  | 1968  | 1975  | 1982  | 1990  | 1999  | 2006  | 2011  | 2016  |
| ----- | ----- | ----- | ----- | ----- | ----- | ----- | ----- | ----- |
| 1 345 | 1 317 | 1 370 | 1 518 | 1 808 | 2 476 | 2 693 | 2 844 | 2 914 |

| 2021  | 2022  | - | - | - | - | - | - | - |
| ----- | ----- | - | - | - | - | - | - | - |
| 3 015 | 3 039 | - | - | - | - | - | - | - |

La population a doublé en 30 ans, comme dans une grande partie de l'Est parisien.

### Police - Gendarmerie
Pommeuse dépend[Quand ?] du commissariat de police nationale de Coulommiers.

### Sapeurs-Pompiers
Pommeuse dépend[Quand ?] du centre d'intervention et de secours de Faremoutiers.

### Médias
La ville de Coulommiers et les communes environnantes (Mouroux, Boissy-le-Châtel, Aulnoy, Chailly-en-Brie, Chauffry, Faremoutiers, Pommeuse, Giremoutiers, Saint-Germain-sous-Doue) ont été choisies pour être les premières à passer au tout numérique pour la diffusion de la télévision hertzienne. Depuis le 8 novembre 2008, l'émetteur de Mouroux, site des Parrichets, diffuse la TNT. L'extinction du signal analogique a eu lieu le 5 février 2009.

### Manifestations culturelles et festivités
La commune étant petite, il n'existe pas d'événements d'une remarquable importance.  On note cependant de nombreuses animations, grâce à la présence de plusieurs associations, théâtre, sports, pêche, danses...  La fête patronale notamment met ces associations à contribution. Désignée « les 48 h 00 de Pommeuse », cette fête propose de multiples activités sur deux jours ; défilé de carnaval, concours de pétanque et de pêche, brocante démonstrations artistiques et sportives, concerts, fête foraine, repas champêtre, soirée dansante, feu d'artifice...
Le téléthon est une autre occasion d'activités associatives offertes au public avec également la participation des écoles.

## Économie
Il existait au bord du Morin une usine Cegedur-Pechiney, mais celle-ci a été fermée en 2004 et il n'existe quasiment plus d'activité industrielle à Pommeuse.
L'activité économique se limite[Quand ?] à l'activité agricole, une pharmacie, une boulangerie, une épicerie, une papeterie, un salon de coiffure, une école maternelle et une école primaire, des petits artisans.

### Agriculture
Pommeuse est dans la petite région agricole dénommée les « Vallées de la Marne et du Morin », couvrant les vallées des deux rivières, en limite de la Brie. En 2010, l'orientation technico-économique de l'agriculture sur la commune est diverses cultures (hors céréales et oléoprotéagineux, fleurs et fruits).
Si la productivité agricole de la Seine-et-Marne se situe dans le peloton de tête des départements français, le département enregistre un double phénomène de disparition des terres cultivables (près de 2 000 ha par an dans les années 1980, moins dans les années 2000) et de réduction d'environ 30 % du nombre d'agriculteurs dans les années 2010. Cette tendance se retrouve au niveau de la commune où le nombre d’exploitations est passé de 10 en 1988 à 4 en 2010. Parallèlement, la taille de ces exploitations augmente, passant de 44 ha en 1988 à 194 ha en 2010.
Le tableau ci-dessous présente les principales caractéristiques des exploitations agricoles de Pommeuse, observées sur une période de 22 ans : 
|                                      | 1988 | 2000 | 2010 |
| ------------------------------------ | ---- | ---- | ---- |
| Dimension économique,                |      |      |      |
| Nombre d’exploitations (u)           | 10   | 5    | 4    |
| Travail (UTA)                        | 11   | 8    | 11   |
| Surface agricole utilisée (ha)       | 443  | 747  | 776  |
| Cultures                             |      |      |      |
| Terres labourables (ha)              | 397  | 586  | 702  |
| Céréales (ha)                        | 218  | 431  | s    |
| dont blé tendre (ha)                 | 136  | s    | s    |
| dont maïs-grain et maïs-semence (ha) | 55   | 127  | 148  |
| Tournesol (ha)                       | s    |      |      |
| Colza et navette (ha)                | s    | 54   | s    |
| Élevage                              |      |      |      |
| Cheptel (UGBTA)                      | 218  | 244  | 311  |

## Culture locale et patrimoine

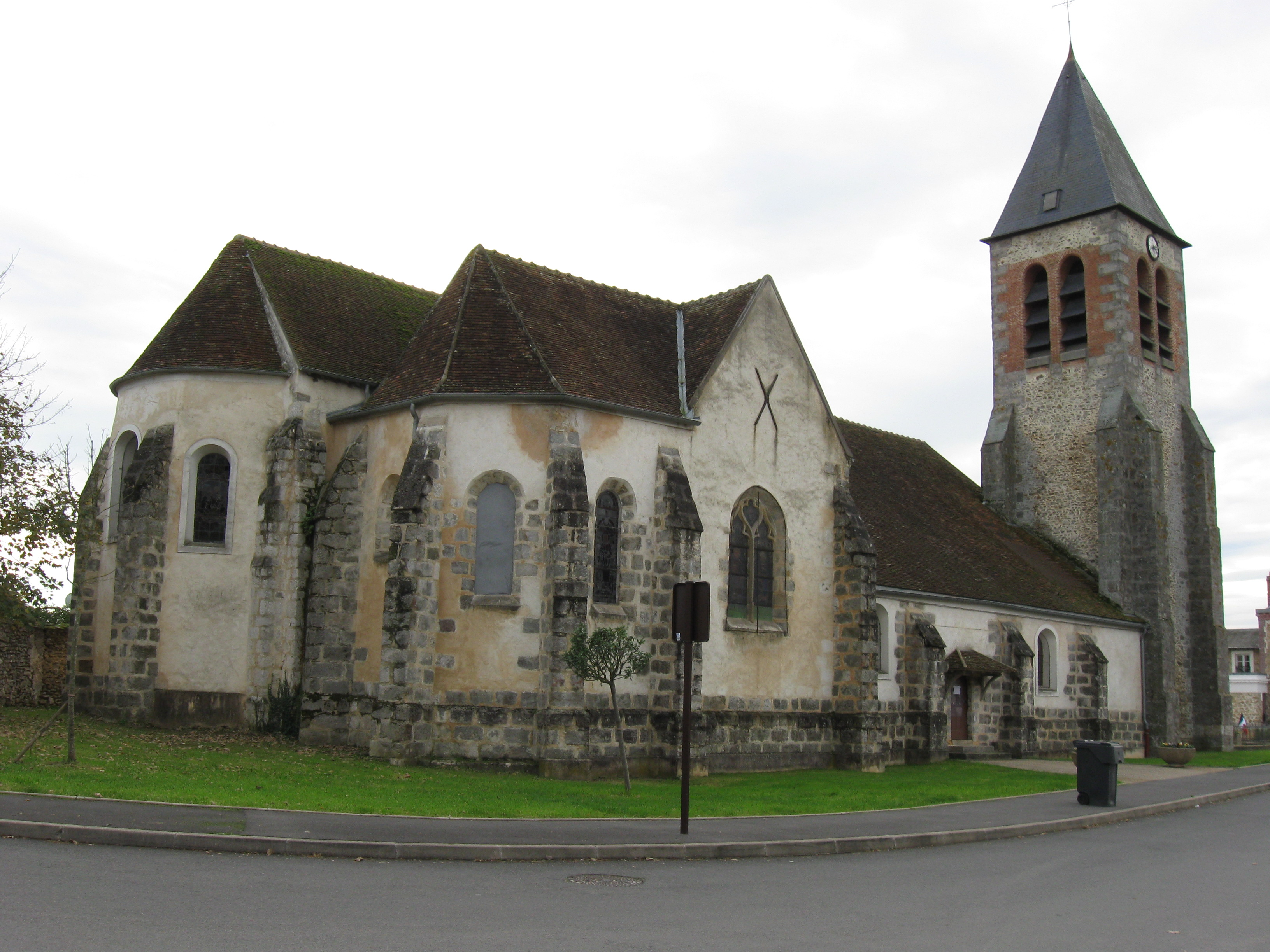
L'église Saint-Martin.

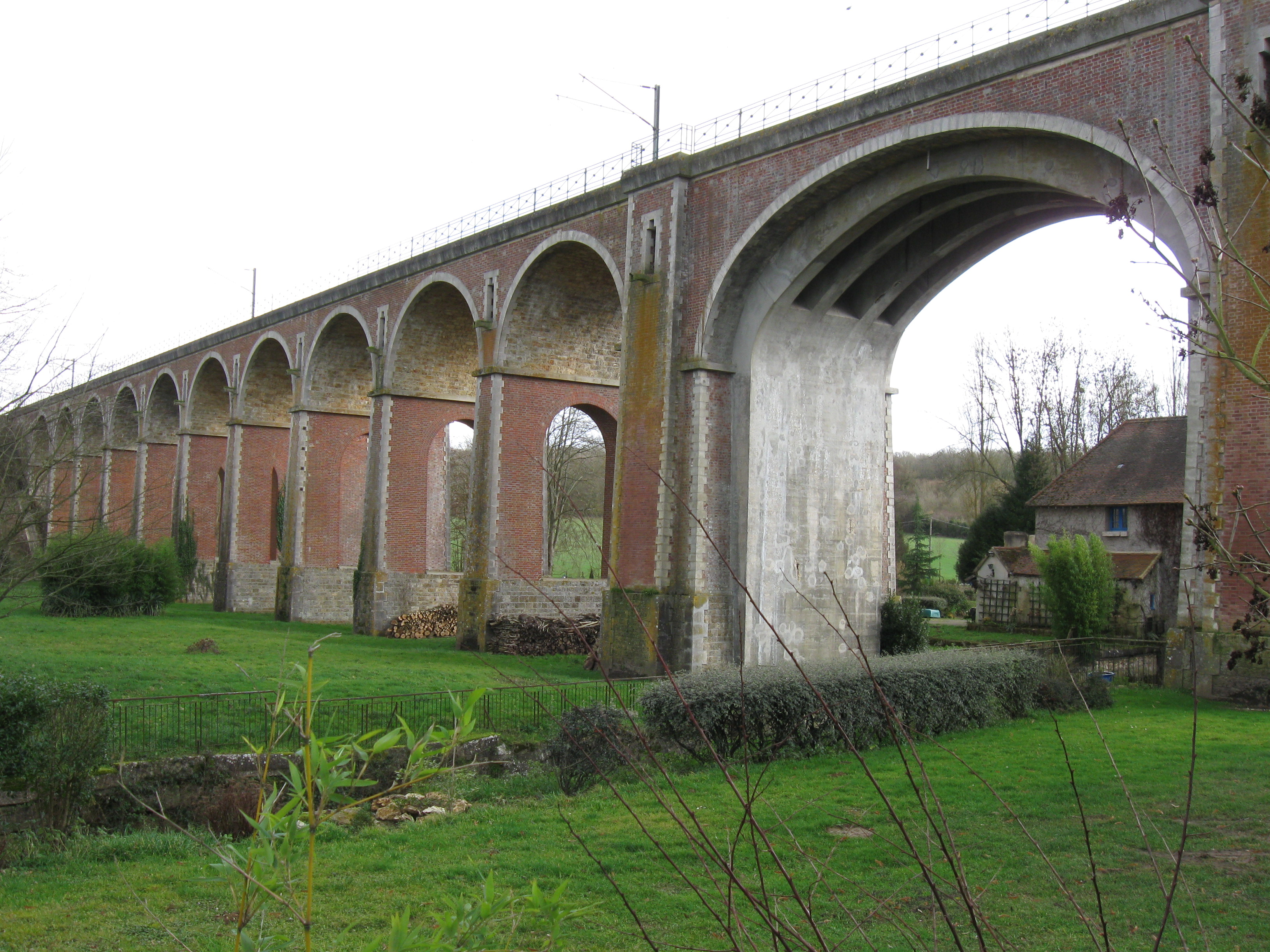
Viaduc ferroviaire sur l'Aubetin.

### Lieux et monuments
- Église Saint-Martin (XIIe siècle)-(XVIIIe siècle).
- Ancienne chapelle des sœurs de Saint-Vincent-de-Paul à Tresmes.
- Moulins du Gué-Plat, dernier moulin à eau des 27 ayant existé sur l'Aubetin.
- Monument aux morts des guerres mondiales par le sculpteur Paul Niclausse.
- Viaduc ferroviaire de l'Aubetin (XIXe siècle), 213 m de long, 16 m de haut, achevé en 1862. L'arche centrale a été renforcée en 1921.
- Château de Pommeuse, rue de Château (XIXe siècle).

### Personnalités liées à la commune
- Ferdinand Carré, (1824-1900), inventeur d'appareils frigorifiques.
- Paul Niclausse, né à Metz en 1879 et mort à Paris en 1958, est un sculpteur français qui a habité le hameau du Bisset.
- Irina Demick, née à Pommeuse en 1936 et morte à Indianapolis (USA) en 2004, est une actrice française naturalisée américaine (surnommée The French Beauty). Ses principaux films sont Le Jour le plus long, La Métamorphose des cloportes, Le Clan des Siciliens, etc.